# Куниперт (епископ Брешиа)
Куниперт (лат. Cunipertus; умер около 800) — епископ Брешиа (774 — около 800); первый глава Брешианской епархии после её включения во владения Каролингов.

## Биография
Куниперт известен из нескольких раннесредневековых исторических источников. В том числе, о нём сообщается в списках глав Брешианской епархии, в произнесённой 2 апреля 838 года проповеди епископа Рамперта, в данной в Мантуе 15 января 833 года дарственной хартии короля Италии Лотаря I и в поминальной книге из монастыря Санта-Джулиа.
О происхождении и ранних годах жизни Куниперта сведений не сохранилось. Первые свидетельства о нём относятся уже к тому времени, когда он был главой Брешианской епархии. Его предшественником в епископском сане был Ансоальд.
Вероятно, Куниперт получил епископскую кафедру города Брешиа в 774 году, вскоре после завоевания Лангобарского королевства франками Карла Великого. В приписываемой жившему в XI веке нотарию Родольфо «Истории» сообщается, что Куниперт стал епископом после того, как франкский военачальник Исмонд подавил восстание, поднятое в Брешиа епископом Ансоальдом и его братом Потоном. Однако современные историки считают приводимые в труде Родольфо сведения недостоверными. Известно, что после присоединения Италии к Франкскому государству Карл Великий сменил целый ряд представителей светской и церковной власти бывшего Лангобардского королевства на лояльных себе персон. Предполагается, что среди таких назначенцев мог быть и епископ Куниперт.
О деятельности Куниперта сообщается не очень много сведений. Известно об одной земельной сделке, которую он заключил с графом Вероны Вольвином, и которая была повторно подтверждена Лотарем I в 833 году. Предполагается также, что Куниперт в должности государева посланца вместе с прелатами Хильдебольдом Кёльнским, Арном Зальцбургским, Бернхардом Вормским и Иессе Амьенским, а также графами Эльмгандом, Ротгаром и Германом в 799 году посылался Карлом Великим в Рим для расследования покушения на папу Льва III.
Предполагается, что после смерти умершего в заключении во Франкии бывшего короля лангобардов Дезидерия, его супруга Анса могла быть отпущена в Италию. Возможно, последние годы жизни она провела в одном из монастырей Брешиа, и здесь умерла. Об этом свидетельствует написанная Павлом Диаконом эпитафия на смерть королевы.
Дата смерти Куниперта не известна. Предполагается, что он мог скончаться около 800 года. Он был похоронен в брешианской церкви Святого Фаустина (лат. Sanctum Faustinum ad sanguinem). Следующим главой Брешианской епархии был епископ Анфрид, первое достоверное упоминание о котором относится к 813 году.